# Chacaltaya

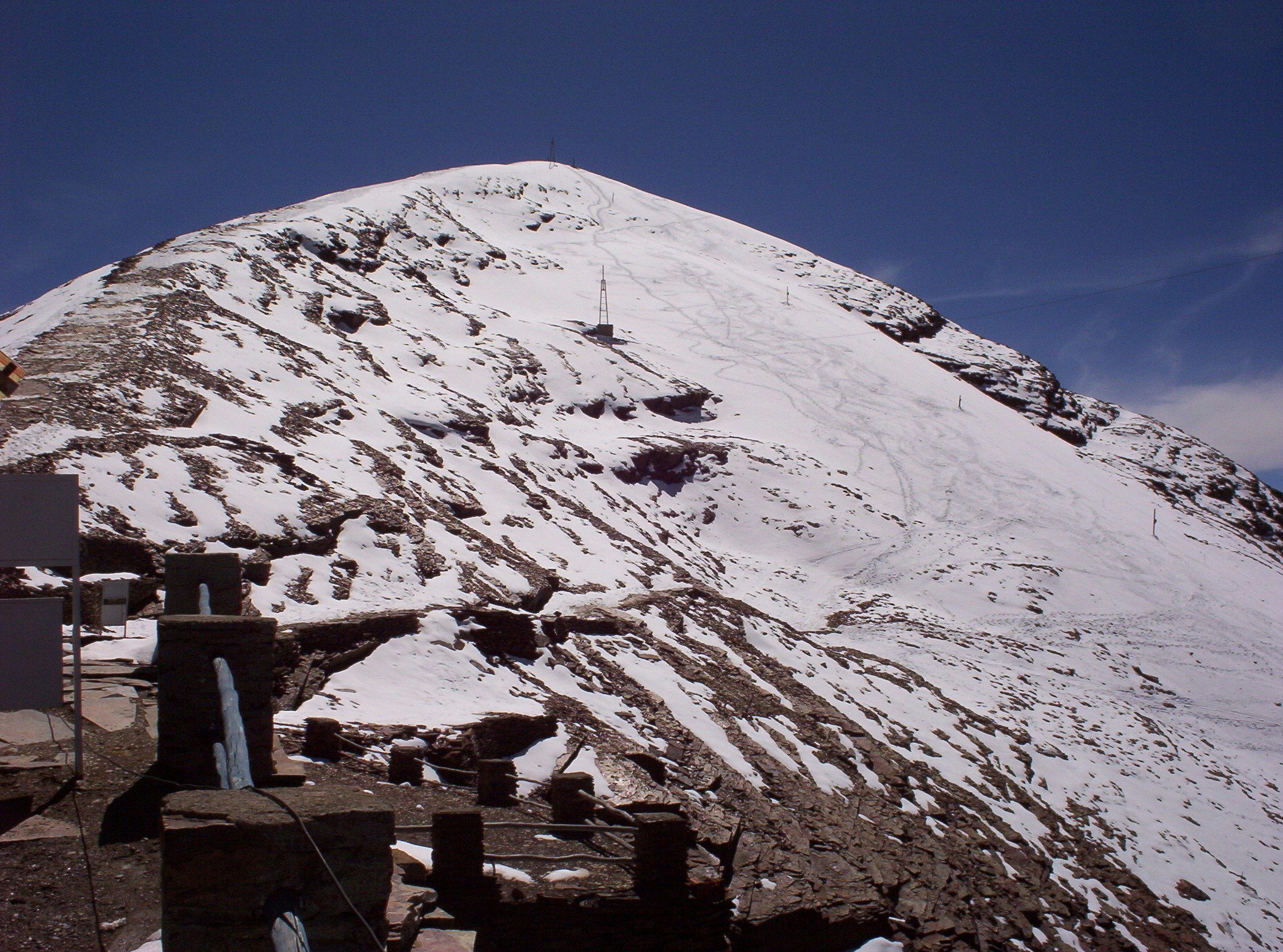
Pista de esquí Chacaltaya a 5375

Chacaltaya es una montaña ubicada en la Cordillera de los Andes al oeste de Bolivia, con una altura de 5421 m s. n. m. Administrativamente se encuentra en el municipio de La Paz de la provincia de Murillo en el departamento de La Paz. Está a 30 kilómetros de la ciudad de La Paz, sede de gobierno de Bolivia, y muy cerca del Huayna Potosí.
Hasta 2009, era la única estación de esquí en Bolivia, así como la pista de esquí más alta del mundo y la más cercana a la línea del Ecuador. El camino a la base es de 200 metros, se llega por un camino construido en los años 1930. El centro funciona solamente los fines de semana entre noviembre y febrero, y está controlado por el Club Andino Boliviano.[cita requerida]
El invierno es muy frío, no obstante la nieve es escasa. En los últimos años fue perdiendo nieve drásticamente a causa del calentamiento global. Hacia 2010, no había más de 20 metros de longitud del glaciar, y desapareció en su totalidad durante ese año, cuando la nieve restante se sublimó por completo. Es el primer glaciar tropical extinto de Sudamérica.

## Historia
La estación de Chacaltaya abrió en la década de 1930.
Durante gran parte del siglo XX, Chacaltaya atrajo a residentes de clase media y alta de la ciudad de La Paz. El complejo estaba abierto casi todo el año con mucha nieve para que los esquiadores la disfrutaran. Sin embargo, en la década de 1990, los científicos comenzaron a estudiar el glaciar Chacaltaya y hacer predicciones sobre su futuro. En 2005 predijeron que el glaciar sobreviviría una década más hasta 2015, pero ya en 2009 el glaciar de 18 mil años desapareció.

## Observatorio

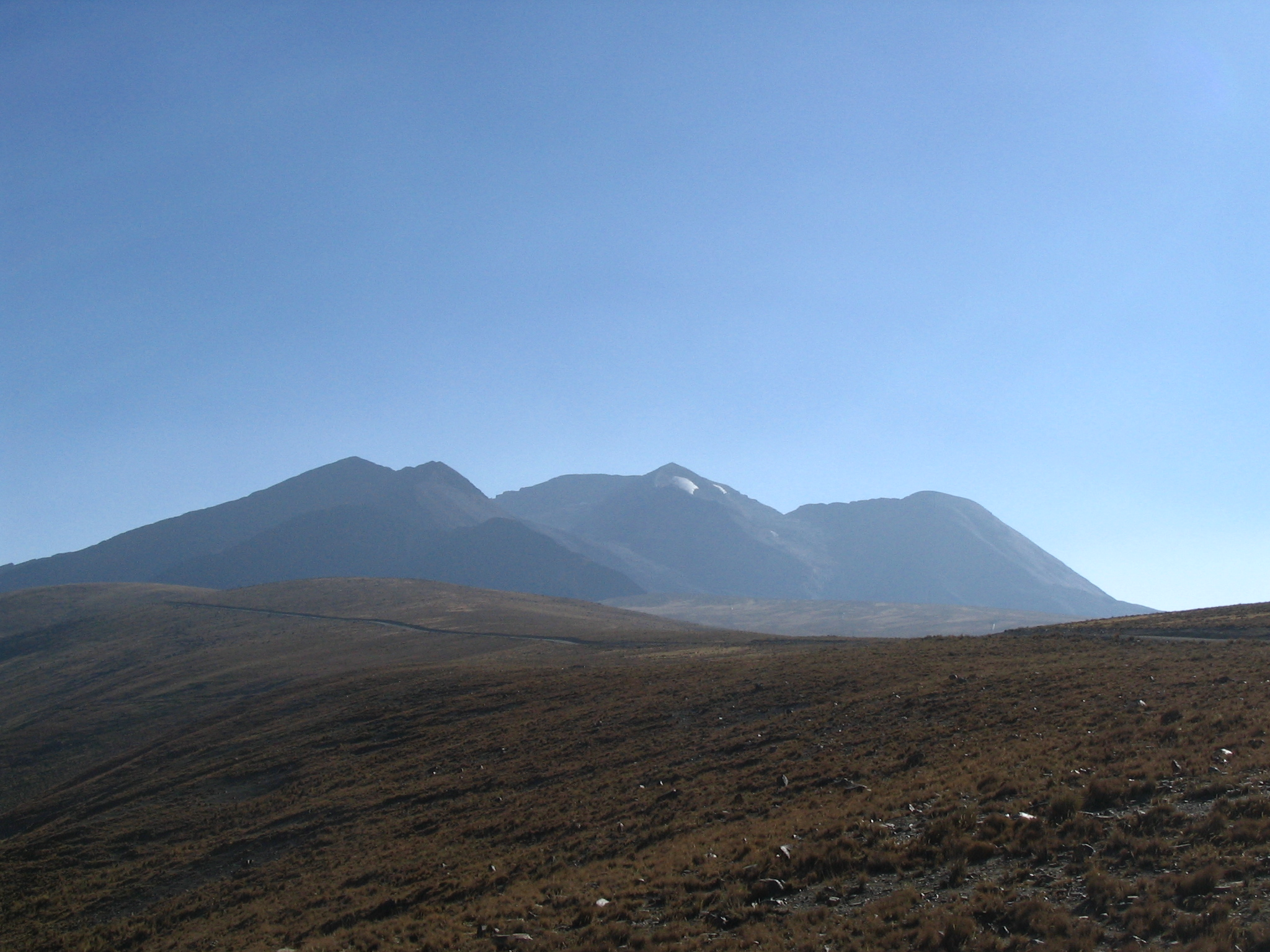
Otra vista de Chacaltaya

El Observatorio Astrofísico de Chacaltaya (Observatorio de Física Cósmica) está localizado en las coordenadas 16°19′S 68°10′O / -16.317, -68.167 a una altitud de 5220 m s. n. m. Pertenece a la UMSA (Universidad Mayor de San Andrés) y está a cargo de la carrera de Física. Funciona en colaboración con universidades de todo el mundo. Es un sitio importante para la investigación de los rayos gamma y también es utilizado para la investigación médica en grandes altitudes. Se llega por un camino que pasa por Limanpata, y luego llega directo al campamento turístico Pampalarama, desde el cual se puede acceder a Chacaltaya.

## Clima
| Parámetros climáticos promedio de Chacaltaya 1952-1997 | Parámetros climáticos promedio de Chacaltaya 1952-1997 | Parámetros climáticos promedio de Chacaltaya 1952-1997 | Parámetros climáticos promedio de Chacaltaya 1952-1997 | Parámetros climáticos promedio de Chacaltaya 1952-1997 | Parámetros climáticos promedio de Chacaltaya 1952-1997 | Parámetros climáticos promedio de Chacaltaya 1952-1997 | Parámetros climáticos promedio de Chacaltaya 1952-1997 | Parámetros climáticos promedio de Chacaltaya 1952-1997 | Parámetros climáticos promedio de Chacaltaya 1952-1997 | Parámetros climáticos promedio de Chacaltaya 1952-1997 | Parámetros climáticos promedio de Chacaltaya 1952-1997 | Parámetros climáticos promedio de Chacaltaya 1952-1997 | Parámetros climáticos promedio de Chacaltaya 1952-1997 |
| Mes                                                    | Ene.                                                   | Feb.                                                   | Mar.                                                   | Abr.                                                   | May.                                                   | Jun.                                                   | Jul.                                                   | Ago.                                                   | Sep.                                                   | Oct.                                                   | Nov.                                                   | Dic.                                                   | Anual                                                  |
| ------------------------------------------------------ | ------------------------------------------------------ | ------------------------------------------------------ | ------------------------------------------------------ | ------------------------------------------------------ | ------------------------------------------------------ | ------------------------------------------------------ | ------------------------------------------------------ | ------------------------------------------------------ | ------------------------------------------------------ | ------------------------------------------------------ | ------------------------------------------------------ | ------------------------------------------------------ | ------------------------------------------------------ |
| Temp. máx. abs. (°C)                                   | 8.0                                                    | 10.5                                                   | 12.0                                                   | 8.3                                                    | 8.5                                                    | 7.7                                                    | 6.5                                                    | 9.7                                                    | 6.9                                                    | 11.0                                                   | 10.1                                                   | 10.0                                                   | 12.0                                                   |
| Temp. máx. media (°C)                                  | 2.3                                                    | 2.3                                                    | 2.5                                                    | 2.5                                                    | 2.3                                                    | 1.4                                                    | 1.6                                                    | 2.2                                                    | 1.9                                                    | 2.9                                                    | 3.1                                                    | 2.8                                                    | 2.3                                                    |
| Temp. mín. media (°C)                                  | -3.3                                                   | -3.7                                                   | -3.7                                                   | -3.8                                                   | -4.9                                                   | -6.3                                                   | -6.5                                                   | -5.9                                                   | -5.4                                                   | -4.3                                                   | -3.9                                                   | -3.6                                                   | -4.6                                                   |
| Temp. mín. abs. (°C)                                   | -13.7                                                  | -12.5                                                  | -15.0                                                  | -8.7                                                   | -13.4                                                  | -13.8                                                  | -12.9                                                  | -13.5                                                  | -15.9                                                  | -13.6                                                  | -12.6                                                  | -11.6                                                  | -15.9                                                  |
| Precipitación total (mm)                               | 105.4                                                  | 81.5                                                   | 70.2                                                   | 31.7                                                   | 13.9                                                   | 6.8                                                    | 6.9                                                    | 10.0                                                   | 27.7                                                   | 34.2                                                   | 51.9                                                   | 77.8                                                   | 518                                                    |
| Fuente:                                                |                                                        |                                                        |                                                        |                                                        |                                                        |                                                        |                                                        |                                                        |                                                        |                                                        |                                                        |                                                        |                                                        |

## Proyecto para prolongar la vida del Glaciar Chacaltaya
El presidente del Club Andino Boliviano (CAB), Juan de Dios Guevara, exhortó a las autoridades nacionales y municipales a tomar previsiones para enfrentar los impactos ambientales y de escasez de agua y electricidad que provoca la muerte del Chacaltaya, el cual alimenta la laguna de Milluni, fuente de agua potable de la región. Además, es naciente del río Choqueyapu, que genera parte de la energía eléctrica que se distribuye en La Paz y El Alto.
El representante deportivo opinó que la vida del Chacaltaya puede prolongarse unos 18 años a través de tecnologías modernas que producen nieve. Ese tiempo es prudente para diseñar, estudiar y ejecutar proyectos alternativos que permitan enfrentar aquellos problemas de desabastecimiento. El Club Andino Boliviano, presentó al Poder Ejecutivo, un proyecto para alimentar en forma artificial los nevados del pequeño glaciar, de algo más de medio kilómetro cuadrado.
El costo de la ejecución de este plan ascendería a 14 000 dólares aproximadamente. Se trata de un sistema que genera lluvias con el uso de yoduro de plata.
Esta inquietud del Club Andino obedece a los objetivos para los que fue creada la institución. Además de fomentar el deporte, estimula las actividades científicas y protege la flora y fauna de las alturas en la Cordillera Real. Informó que, por ejemplo, en Argentina se está aplicando un sistema artificial de alimentación en el centro de esquí del cerro Catedral en Bariloche. Similar ejercicio llevan a cabo los chilenos para preservar las pistas donde practican el deporte del esquí.